# Cisco Heat
Cisco Heat, chiamato anche Cisco Heat: All American Police Car Race sulle confezioni e sui volantini, è un videogioco di tipo simulatore di guida ambientato nella città di San Francisco (soprannominata appunto Cisco), sviluppato da Jaleco nel 1990 in versione arcade e convertito dalla Image Works nel 1991 per i computer dell'epoca Amiga, Amstrad CPC, Atari ST, Commodore 64, MS-DOS e ZX Spectrum. È caratterizzato da gare tra auto della polizia americane, clacson funzionante e svolte agli incroci a raso. Alcune ambientazioni ricalcano quelle reali della città, come il Golden Gate Bridge, la Coit Tower e il Pier 39.

## Modalità di gioco
Il videogioco rappresenta una gara organizzata tra auto della polizia sulle strade pubbliche, ed è una classica corsa con visuale tridimensionale e inquadratura da dietro il proprio veicolo. La guida si basa su sterzo, accelerazione, frenata e cambio a due marce.
Il percorso comprende saliscendi, dove l'auto può anche momentaneamente saltare se prende i dossi in velocità, e alcune curve a 90° da imboccare in determinati incroci stradali.
La gara è organizzata in checkpoint, da raggiungere entro un determinato tempo, pena il game over. Durante la gara si compete con molte altre auto della polizia concorrenti e si possono incontrare veicoli controsenso o di traverso agli incroci, ostacoli a bordo strada, discese pericolose, tram e bisarche. Usando il clacson le auto civili si spostano dando strada.
Gli incidenti possono causare vistosi cappottamenti della propria auto, ma sono di per sé innocui.
Si può scegliere tra due auto, una più manovrabile e una più veloce, sebbene, almeno nelle conversioni domestiche, la differenza possa essere poco percepibile.
Ci sono cinque livelli, ambientati in varie zone di San Francisco come il Golden Gate e Chinatown. Nelle versioni per piattaforme più evolute, tra i livelli viene mostrata una mappa della città con evidenza della tappa attuale.
La versione arcade era disponibile in cabinato con lampeggianti della polizia sul tettuccio, in versione verticale o con abitacolo, quest'ultima singola o doppia con due posti affiancati.

## Accoglienza
Il gioco arcade di Cisco Heat ricevette alcune recensioni molto buone dalla stampa britannica.
Le conversioni domestiche tuttavia ricevettero giudizi dalla critica europea molto variabili e mediamente non tanto entusiasti. Cisco Heat veniva visto come un'imitazione, un po' tardiva, di Out Run.
In molti casi le medie erano comunque intorno alla sufficienza.
Eccezionalmente negativi furono, invece, i giudizi sulla versione Commodore 64.